# Du Tiến
Du Tiến là một xã thuộc huyện Yên Minh, tỉnh Hà Giang, Việt Nam.

## Địa lý
Xã Du Tiến có vị trí địa lý:
- Phía đông giáp tỉnh Cao Bằng và xã Ngọc Long
- Phía tây giáp xã Du Già
- Phía nam giáp tỉnh Cao Bằng
- Phía bắc giáp xã Lũng Hồ và xã Ngọc Long.

Xã Du Tiến có diện tích 57,70 km². dân số năm 2019 là 4.821 người, mật độ dân số đạt 84 người/km².

## Hành chính
Xã Du Tiến được chia thành 13 thôn: Dự Tiền, Khau Vạc, Bản Lý, Phía Tỷ A, Phía Tỷ B, Khau Ảm, Phia Rịa, Gia Vai, Thèn Páo, Bản Lé, Khâu Puông, Nà Chộm, Khâu Vạc II

## Lịch sử
Ngày 29 tháng 1 năm 1997, Chính phủ có Nghị định số 8-CP về việc thành lập xã Du Tiến trên cơ sở điều chỉnh 5.815,3 ha diện tích tự nhiên và 2.223 nhân khẩu của xã Du Già.